# Chaohu
Chaohu ( 巢湖; pinyin: Cháohú) è una città-contea della provincia di Anhui, in Cina. È stata una città-prefettura fino al 2011.

## Storia
Chaohu è stata fino al 2011 una città-prefettura divisa in 1 distretto e 4 contee. Poi venne aggregata alle prefetture confinanti. L'ex Distretto di Juchao divenne quella che oggi è Chaohu.
| Nome                | Cinese (Semplificato / Tradizionale) | Pinyin        | CAP    |
| ------------------- | ------------------------------------ | ------------- | ------ |
| Distretto di Juchao | 居巢区 / 居巢區                      | Jūcháo Qū     | 238000 |
| Contea di Lujiang   | 庐江县 / 廬江縣                      | Lújiāng Xiàn  | 233600 |
| Contea di Wuwei     | 无为县 / 無為縣                      | Wúwèi Xiàn    | 238300 |
| Contea di He        | 和县 / 和縣                          | Hé Xiàn       | 238200 |
| Contea di Hanshan   | 含山县 / 含山縣                      | Hán shān Xiàn | -      |